# Spiss (Austria)
Spiss – gmina w Austrii, w kraju związkowym Tyrol, w powiecie Landeck. Według Austriackiego Urzędu Statystycznego liczyła 125 mieszkańców (1 stycznia 2015).